# Nicola Donazzan
Nicola Donazzan (Bassano del Grappa, 8 gennaio 1985) è un allenatore di calcio ed ex calciatore italiano, di ruolo difensore.

## Caratteristiche tecniche
Dinamico terzino sinistro di piede mancino, può giocare anche come difensore centrale.

## Carriera

### Inter e Mantova
Inizia la carriera nelle giovanili dell'Inter, dove rimane fino al 2004, quando viene ceduto in prestito al Mantova, in Serie C1. Dopo una prima stagione con sole 5 presenze, rimane a Mantova in comproprietà anche nella stagione 2005-2006, in Serie B. Complice numerosi infortuni, gioca solo una partita in tutta la stagione e nella seguente scende in campo 11 volte.

### Sassuolo, Piatra Neamt e Mantova
Il 20 luglio 2007 viene ceduto in prestito con diritto di riscatto al Sassuolo, tornando dunque in Serie C1. Con la squadra neroverde trova una buona continuità, disputando 22 partite, e a fine stagione il Sassuolo ne riscatta metà del cartellino. Nel 2008-2009, sotto la guida di Andrea Mandorlini gioca la prima stagione da titolare, con 31 presenze, e nella seguente, dopo aver segnato il primo e decisivo gol in carriera nella trasferta contro il Cesena, disputa i playoff, persi contro il Torino.
Il 25 giugno 2010 Il club neroverde ne riscatta la totalità del cartellino e nella stagione 2010-2011 disputa 22 partite. Il 22 giugno 2011 rinnova il suo contratto con la società neroverde fino al 30 giugno 2012. Alla fine della stagione, il contratto non gli viene rinnovato, svincolandosi..
Dopo una breve esperienza in Romania al Ceahlaul Piatra Neamt, il 7 novembre 2013 firma un contratto con il Mantova.

### Cittadella
Il 18 luglio 2014 firma con il Cittadella in Serie B. Dopo due annate scende di categoria passando all'Eurocalcio terminando a fine stagione la carriera da calciatore.
Allenatore
Per le stagioni 2019-2020 e 2020-2021 allena la formazione Under 17 del Cittadella. Viene promosso nel ruolo di collaboratore tecnico della prima squadra per la stagione 2021-2022 militante in Serie B.

## Statistiche

### Presenze e reti nei club
| Stagione          | Squadra           | Campionato        | Campionato | Campionato | Coppe nazionali | Coppe nazionali | Coppe nazionali | Coppe continentali | Coppe continentali | Coppe continentali | Altre coppe | Altre coppe | Altre coppe | Totale | Totale |
| Stagione          | Squadra           | Comp              | Pres       | Reti       | Comp            | Pres            | Reti            | Comp               | Pres               | Reti               | Comp        | Pres        | Reti        | Pres   | Reti   |
| ----------------- | ----------------- | ----------------- | ---------- | ---------- | --------------- | --------------- | --------------- | ------------------ | ------------------ | ------------------ | ----------- | ----------- | ----------- | ------ | ------ |
| 2004-2005         | Mantova           | C1                | 5          | 0          | CI-C            | ?               | ?               | ?                  | ?                  | -                  | -           | -           | -           | 5      | 0      |
| 2005-2006         | Mantova           | B                 | 1          | 0          | CI              | ?               | ?               | -                  | -                  | -                  | -           | -           | -           | 1      | 0      |
| 2006-2007         | Mantova           | B                 | 11         | 0          | CI              | ?               | ?               | -                  | -                  | -                  | -           | -           | -           | 11     | 0      |
| 2007-2008         | Sassuolo          | C1                | 22         | 0          | CI-C            | 0               | 0               | -                  | -                  | -                  | -           | -           | -           | 22     | 0      |
| 2008-2009         | Sassuolo          | B                 | 31         | 0          | CI              | 2               | 0               | -                  | -                  | -                  | -           | -           | -           | 33     | 0      |
| 2009-2010         | Sassuolo          | B                 | 11+1       | 1          | CI              | 0               | 0               | -                  | -                  | -                  | -           | -           | -           | 12     | 1      |
| 2010-2011         | Sassuolo          | B                 | 21         | 0          | CI              | 1               | 0               | -                  | -                  | -                  | -           | -           | -           | 22     | 0      |
| 2011-2012         | Sassuolo          | B                 | 3          | 0          | CI              | 0               | 0               | -                  | -                  | -                  | -           | -           | -           | 3      | 0      |
| Totale Sassuolo   | Totale Sassuolo   | Totale Sassuolo   | 88+1       | 1          |                 | 3               | 0               |                    | -                  | -                  |             | -           | -           | 92     | 1      |
| nov. 2013-2014    | Mantova           | 2D                | 16         | 0          | CI-LP           | -               | -               | -                  | -                  | -                  | -           | -           | -           | 16     | 0      |
| Totale Mantova    | Totale Mantova    | Totale Mantova    | 33         | 0          |                 | ?               | ?               |                    | -                  | -                  |             | -           | -           | 33+    | 0+     |
| 2014-2015         | Cittadella        | B                 | 4          | 0          | CI              | 0               | 0               | -                  | -                  | -                  | -           | -           | -           | 4      | 0      |
| 2015-2016         | Cittadella        | LP                | 9          | 0          | CI+CI-LP        | 0               | 0               | -                  | -                  | -                  | -           | -           | -           | 9      | 0      |
| Totale Cittadella | Totale Cittadella | Totale Cittadella | 13         | 0          |                 | 0               | 0               |                    | -                  | -                  |             | -           | -           | 13     | 0      |
| Totale carriera   | Totale carriera   | Totale carriera   | 134+1      | 1          |                 | 3+              | 0+              |                    | -                  | -                  |             | -           | -           | 138+   | 1+     |

## Palmarès

### Club

#### Competizioni nazionali
- Campionato italiano Serie C: 1

Sassuolo: 2007-2008
- Supercoppa di Serie C1: 1

Sassuolo: 2008
- Campionato italiano di Lega Pro: 1

Cittadella: 2015-2016